# O’chi’chi’ jezik
O’chi’chi’ jezik (ISO 639-3: xoc), izumrli nigersko-kongoanski jezik kojim je govorilo nešto starijih osoba na području nigerijske države Rivers u naseljima Ikwerengwo i Umuebulu. Bio je od devet predstavnika centralnih delta jezika, ali je o njemu jako malo poznato